# خورخي راموس
خورخي راموس هو مصارع رياضي كوبي، ولد في 2 فبراير 1949.

## وصلات خارجية
- خورخي راموس على موقع أوليمبيديا (الإنجليزية)